# Quando Dio imparò a scrivere
Quando Dio imparò a scrivere (Los renglones torcidos de Dios) è un film del 2022 diretto da Oriol Paulo.
La vicenda, il cui soggetto è tratto dal bestseller giallo di Torcuato Luca de Tena, riguarda una investigatrice privata che, per poter indagare sul caso su cui sta lavorando, simula uno stato paranoico per poter essere ricoverata in un ospedale psichiatrico all'interno del quale è morto un paziente in strane circostanze.

## Trama
Nel 1979 Alice Gould de Almenara entra in un ospedale psichiatrico, accompagnata da un uomo. Il dottor Ruipérez, che la accoglie, è messo in guardia dalla lettera di presentazione del dottor Donadío secondo cui, la donna, che avrebbe tentato di avvelenare il marito Heliodoro, è molto intelligente ed estremamente abile nel manipolare il prossimo. La dottoressa Castell la introduce nella struttura notando come Alice si mostri posata e riflessiva. Ancor di più il dottor Arellano, che la prende in terapia, nota come la donna sia lucidissima anche nell'ammettere sue bugie o debolezze. Alice comincia allora le sue indagini sulla misteriosa morte di Damian García del Olmo. Lei, d'accordo con il padre della vittima (l'uomo che l'ha accompagnata) e il direttore dell'istituto, si è infatti introdotta nell'ospedale psichiatrico fingendo di essere paranoica, per poter indagare meglio sulla strana morte del ragazzo, fatta passare per suicidio.
Alice fa amicizia con Ignacio Urquieta, persona lucidissima che però soffre di idrofobia, che le spiega che il ragazzo morto in circostanze misteriose aveva litigato con il nano Ojeda, maniaco sessuale piuttosto molesto, che è grande amico dell'uomo elefante, un gigante psicopatico, ultimamente in competizione con Romulo, ritardato al pari del gemello Remo, gelosissimo di una ragazza che considera sua sorella. Dopo essersi addentrata nel grande bosco che circonda la struttura per seguire il nano, Alice viene chiamata madre dal timido Romulo e poi subisce un agguato da Ojeda che la stordisce cercando di violentarla. La donna si risveglia con braccia e mani legate e l'accusa di omicidio del nano, trovato morto vicino a lei. Alice professa la sua innocenza ma in realtà ricorda poco, finché a parlarle non giunge lo stesso primario della clinica, il dottor Samuel Alvar, cui lei chiede conferme riguardo alla complicità in base alla quale lei si troverebbe lì per indagare su un omicidio e non in quanto malata di mente. Questa teoria non è affatto confermata da Alvar che, anzi, dopo aver dimostrato che il suo presunto cliente, Del Olmo senior, nemmeno la conosce, inasprisce le cure della donna infliggendole elettroshock e shock insulinici perché ritorni in sé.
Alice allora realizza che il marito ha ordito un piano diabolico contro di lei, e d'accordo con Alvar l'ha chiusa nell'ospedale psichiatrico perché ci resti, potendo così godersi il suo ingente patrimonio. Dopo le prime perplessità, il dottor Arellano convince la dottoressa Castell di questa nuova versione che implicherebbe una corruzione di Alvar provata effettivamente da una lauta donazione del marito di Alice. Alice ordisce quindi un audace piano di fuga incendiando un reparto della struttura e mettendo in fuga i pazienti con la complicità dell'amico Urquieta. Nel caos creato però, viene perpetrato un assassinio ai danni di Romulo. La donna, praticamente già uscita, per l'affetto che la legava al ragazzo, decide allora di tornare indietro sostituendosi al medico legale incaricato, riuscendo così a risolvere il caso di omicidio, individuando nell'uomo elefante l'assassino, con tanto di prove schiaccianti. La brillantezza, il coraggio e la franchezza dimostrati nella vicenda, convincono i medici della struttura ad indire un consiglio per dichiarare la sanità mentale della paziente e rilasciarla. Nel consiglio, il primario Alvar, messo in minoranza, accetta di dimettersi e se ne va, non prima di aver dimostrato di aver ragione, facendo riapparire l'uomo che aveva accompagnato Alice nell'ospedale. Questi è il medico che aveva in cura la stessa, il dottor Donadío, e non l'uomo che, secondo l'ultima tesi su cui si reggeva tutto il castello di carte della donna, si sarebbe spacciato per García del Olmo per truffarla, d'accordo con il marito. 

## Distribuzione
Il film è stato distribuito sulla piattaforma Netflix il 9 dicembre 2022.